# Max Meißner
Friedrich Max Meißner (* 7. November 1859 in Döcklitz, Provinz Sachsen; † 27. August 1942 in Berlin-Steglitz) war ein deutscher Bildhauer.

## Leben und Wirken

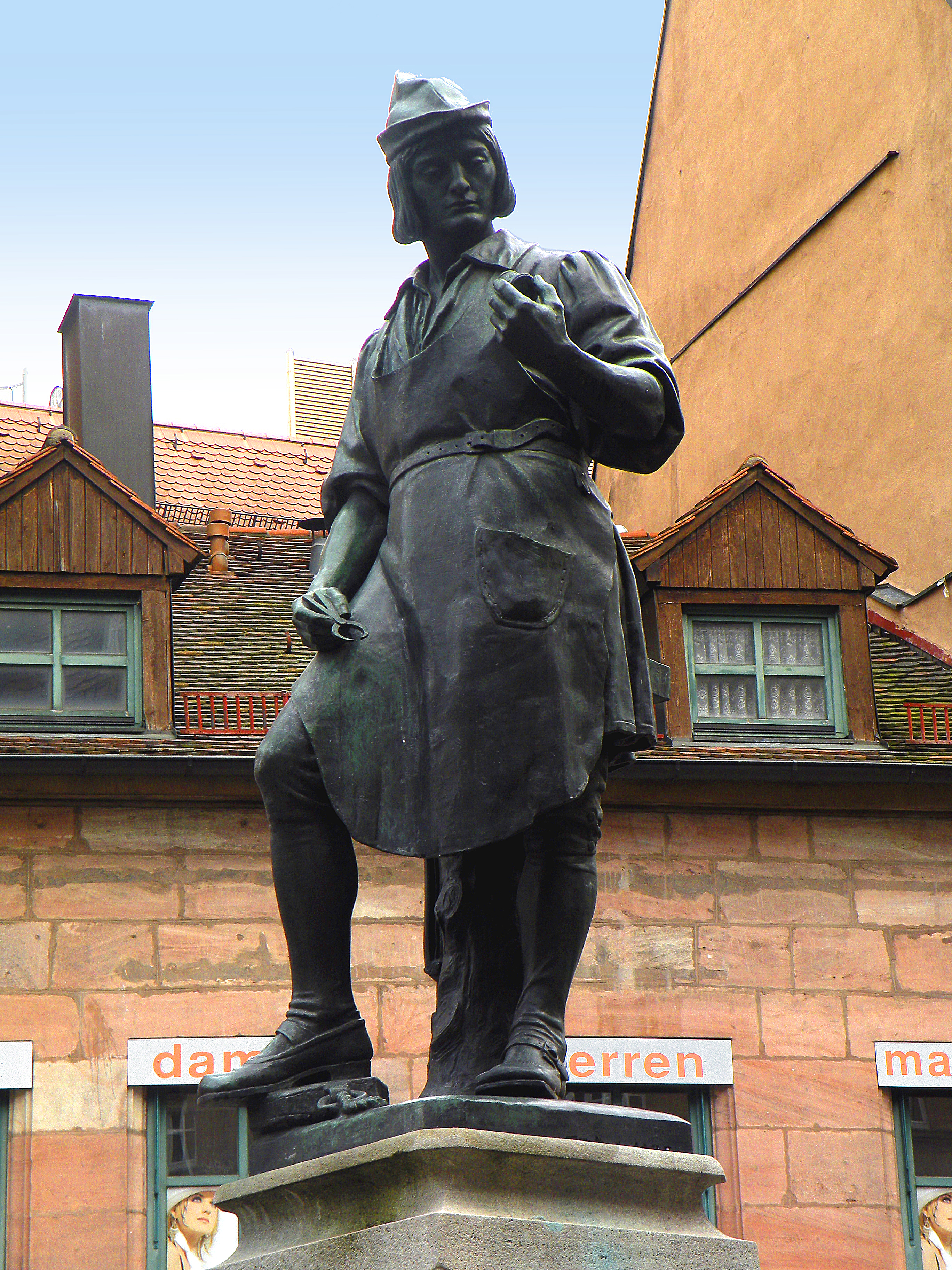
Peter-Henlein-Brunnen in Nürnberg

Er stammte aus dem preußischen Kreis Querfurt und war der Sohn von Friedrich Karl Meißner und dessen Ehefrau Johanne Rosine Albertine geborene Fritzsche. Nach dem Schulbesuch nahm er eine Bildhauerausbildung an der Berliner Akademie auf, nach deren Absolvierung er sich in Friedenau bei Berlin selbstständig machte. Bekannt wurde er vor allem durch mehrere Denkmale und Brunnen, die er schuf.

## Werke (Auswahl)
- 1896: Paul-Fleming-Denkmal in Hartenstein (Sachsen)
- 1900: Bismarckdenkmal in Annaberg
- 1901: Bismarck-Standbild in Schleswig
- 1904: „Heldenköpfe“ am Bismarckturm auf den Muggelbergen bei Köpenick
- 1905: Peter-Henlein-Brunnen in Nürnberg